# إل ريستاس
خُوَانْ خُويَا بُورْجَا (بالإسبانية: Juan Joya Borja؛ 5 أبريل 1956 – 28 أبريل 2021) كان ممثلًا كوميديًا وممثلًا إسبانيًا معروفًا باسم «إل ريستيس». اكتسب شعبية واسعة في عام 2015 بفضل سلسلة ميمات من مقابلة تلفزيونية أُذِيعَت في يونيو 2007 لبرنامج خيسوس كوينتيرو الفئران الملونة [الإنجليزية].

## سيرته
ولدَ جويا في إشبيلية في 5 أبريل 1956. عمل طوال حياته في عدة وظائف، منها الطبخ وتفريغ أكياس الإسمنت. كان أول ظهور له على التلفاز عام 2000، في برنامج خيسوس كوينتيرو "El Vagamundo"، حيث أجرى مقابلات حول مواقف حياتية مختلفة مع شريكه «إل بيتو» أو «إل كونياو»، بنبرة كوميدية. اشتهر بضحكته العالية النبرة والصفير (وُصِف في صحيفة الغارديان بأنه مثل «دولفين يدخن أكثر من 20 سيجارة في اليوم»)، ومن ثم لُقِّبَ بـ «إل ريستيس»(تلفظ بالإسبانية: ‎/el ri.ˈsi.tas/‏، «إِلْ رِي سِيتَسْ» وتعني بالعربية: القهقهة). كما ظهر في فيلم «تورنيت 3: إل بروتكتور» عام 2005. عندما ذاع صيته دوليًا تقريبًا عام 2015، قدم أيضًا عروضًا لشركات خارج إسبانيا، كظهوره في إعلان تجاري فنلندي.

## استخدام المقطع
انتشر فيديو متداول لأحد مقابلاته الشخصية التلفزيونية في المواقع الاجتماعية مصحوبًا بترجمة غير حقيقية للحوار في مناسبات سياسية واجتماعية ورياضية مختلفة.

## فيلموغرافيا
- 2005: تورنيت 3: إل بروتكتور

## التلفزيون
- 2000–2002: الهائم،[14] قناة الأندلس 2
- 2002–2005: الفئران الملونة، تلفزيون قناة صور[15]
- 2006–2007: الأحمق على التل، القناة الأولى الإسبانية[15]
- 2007–2012: جاتوباردو، قناة صور[15]

## صحته ووفاته
في سبتمبر 2020، تم إدخال جويا إلى مستشفى «دي لا كاريداد» في إشبيلية، حيث خضع لتدخل لعلاج مشكلة في الأوعية الدموية. وبقي في المستشفى حتى يوم وفاته.
في ظهر يوم 28 أبريل 2021، تم نقل خويا من مستشفى دي لا كاريداد دي إشبيلية إلى مستشفى جامعة فيرجين ديل روسيو، بعد الانتكاس المفاجئ لمرضه. وتوفي في وقت لاحق من عصر ذلك اليوم متأثرًا بمضاعفات مرضه عن عمر يناهز 65 عامًا.

## وصلة خارجية
- إل ريستاس على موقع IMDb (الإنجليزية)
- إل ريستاس على موقع قاعدة بيانات الفيلم (الإنجليزية)
- إل ريستاس على موقع كينوبويسك (الروسية)